# Armanda Berta dos Santos
Pour les articles homonymes, voir dos Santos.
Armanda Berta dos Santos, née le 11 octobre 1974, est une femme politique est-timoraise et cheffe du parti politique Kmanek Haburas Unidade Nasional Timor Oan (KHUNTO).
De mai 2020 à juillet 2023, Santos est la plus ancienne des deux vice-premiers ministres du Timor oriental, servant dans le gouvernement Matan Ruak dirigé par le Premier ministre Taur Matan Ruak.
Elle est également ministre de la Solidarité sociale et de l'Inclusion sociale de ce gouvernement, occupant ce poste depuis la formation du gouvernement en juin 2018 jusqu'à sa dissolution en juillet 2023.

## Jeunesse et éducation
Santos est née dans une famille rurale pauvre de Maloa, municipalité d'Ainaro, Timor portugais (aujourd'hui Timor oriental). Elle est titulaire d'une maîtrise en gestion de la gouvernance.

## Carrière politique
Santos est la cheffe du KHUNTO depuis sa création en 2011. Lors des élections parlementaires du Timor oriental de 2012, KHUNTO remporte 2,97 % du vote populaire mais ne réussit pas à franchir le seuil électoral de 3 % et à faire élire deux membres au Parlement national pour 150 voix près.
Lors des élections législatives de 2017, Santos est élue au Parlement national en tant que chef de liste du parti. Elle devient également vice-présidente de la commission des infrastructures, des transports et des communications (commission-E) et membre de la commission des questions économiques et du développement (commission-D).
Lors des élections anticipées de 2018, Santos se classe 3e de l'Alliance pour le changement et le progrès (AMP), dont KHUNTO fait partie, et est de nouveau élue au Parlement national. Le 22 juin 2018, elle prêtée serment en tant que ministre de la Solidarité sociale et de l'Inclusion dans le nouveau gouvernement constitutionnel et doit donc automatiquement renoncer à son siège parlementaire,.
À la suite de l’effondrement de la coalition AMP au cours des premiers mois de 2020, le CNRT, qui est le parti leader de cette coalition, décide le 30 avril que ses membres en poste dans le VIIIe gouvernement constitutionnel doivent démissionner de leurs fonctions. Le CNRT informe le Premier ministre de sa décision le 8 mai, mais le KHUNTO continue de soutenir le gouvernement.
Le 12 mai, le gouvernement approuve la création de deux nouveaux postes de vice-Premier ministre et le 29 mai, Santos prête serment en tant que titulaire de l'un de ces nouveaux postes, tout en conservant son rôle de ministre de la Solidarité sociale et de l'Inclusion.
Au début du mois suivant, lors d'une cérémonie tenue à Suco Comoro, poste administratif de Dom Aleixo, dans la municipalité de Dili, Santos préside le lancement officiel du paiement de l'aide monétaire aux ménages dans le cadre de la réponse du gouvernement à la pandémie de COVID-19.
Alors qu'elle est vice-Première ministre, Santos se présente comme la candidate de KHUNTO à l'élection présidentielle du Timor oriental de 2022,. Dans une analyse électorale publiée par l'université de Melbourne, en Australie, elle est décrite comme suit :

« une candidate énigmatique [dont] la présence et l'influence… est considéré par certains Timorais comme un testament d'une plus grande diversité de genre, de classe...
… son personnage politique est marqué par un désavantage potentiel : son genre, son statut socio-économique et son enfance rurale en fait une outsider face à l'élite politique et civile de Dili. »

Durant la campagne électorale présidentielle, Santos est« moquée et dénigrée sur les réseaux sociaux » après s'être opposée aux exigences selon lesquelles le débat présidentiel national se déroulerait en portugais. Comme elle le souligne, ni elle ni la majorité de la population du Timor oriental ne sonnt en mesure de participer ou même de comprendre un tel débat.
Au premier tour du processus électoral qui suit, elle termine troisième sur 16 candidats, avec 56 690 voix (8,7 % du total) ; ce résultat est décrit par un autre commentateur comme faisant partie d'une « … transition de pouvoir des générations âgées vers les jeunes générations, et des hommes vers les femmes… ».
Le mandat de Santos en tant que vice-Première ministre et ministre prend fin lorsque le IXe gouvernement constitutionnel prend ses fonctions le 1er juillet 2023.

## Vie privée
Santos est marié à José dos Santos Bucar (de), le leader de Korka (de). Bucar est également le fondateur de KHUNTO, mais choisit d'assumer uniquement le poste de conseiller du parti, Santos en assumant la direction.